# Louis Cachet de Montézan
Louis Cachet, hrabia de Montezan – francuski wojskowy, wysoki urzędnik państwowy i dyplomata żyjący w XVIII wieku.
W armii francuskiej osiągnął rangę kapitana kawalerii.
W latach 1730–1747 był prezydentem parlamentu w Dombes, o czym wspomina Encyklopedia Diderota i D’Alemberta. Później pełnił funkcję intendenta Dombes. Będąc nim, kazał w 1758 roku wykopać kanał komunikacyjny w Thoissey (rzeka Saona).
W późniejszych latach pełnił funkcje dyplomatyczne. W latach 1777–1779 był ministrem pełnomocnym w Arcybiskuptwie-Elektoracie Kolonii, a w latach 1780–1789 w Elektoracie Bawarii (Monachium).